# 中华人民共和国外交部非洲司
中华人民共和国外交部非洲司（英語：Department of African Affairs of the Ministry of Foreign Affairs of the People's Republic of China），是中华人民共和国外交部直接领导的工作机关。

## 机构沿革
1949年11月，中央人民政府外交部成立时，非洲事务隶属外交部西欧非洲司（欧非司）。1956年6月，非洲事务划归新设立的外交部西亚非洲司（亚非司）。1964年7月，西亚非洲司分设为西亚北非司和非洲司。1969年1月，西亚北非司和非洲司重新合并为西亚非洲司。1972年7月，西亚非洲司又重新分设为西亚北非司和非洲司。

## 工作职能
外交部非洲司主要按照国务院和外交部给其确定的工作范围，负责办理以下各项工作：
- 负责掌握、研究非洲地区和国家的情况和形势。
- 负责与这一地区内的国家外交往来。
- 负责与这一地区内的国家相关的涉外事务的具体事宜。
- 协调同非洲国家间双边往来的具体政策。
- 指导中华人民共和国驻非洲地区大使馆、领事馆的外交业务工作。
- 其他相关工作。

## 组织结构
- 中华人民共和国外交部
  - 中华人民共和国外交部非洲司
    - 非洲司一处
    - 非洲司二处
    - 非洲司三处
    - 非洲司四处
    - 非洲司五处
    - 非洲司六处

## 工作涉及的国家
外交部非洲司的工作职能中“非洲”的范围只是一个大概的区域范围，不严格依据地理上的划分方法，主要泛指撒哈拉沙漠以南地区与中华人民共和国有外交联系（不一定建立外交关系）的国家和地区。
这些国家包括：埃塞俄比亚、安哥拉、贝宁、博茨瓦纳、布隆迪、布基纳法索、赤道几内亚、多哥、厄立特里亚、佛得角、冈比亚、刚果共和国、刚果民主共和国、吉布提、几内亚、几内亚比绍、加纳、加蓬、津巴布韦、喀麦隆、科摩罗、科特迪瓦、肯尼亚、莱索托、利比里亚、卢旺达、马达加斯加、马里、马拉维、毛里求斯、莫桑比克、纳米比亚、南非、尼日尔、尼日利亚、塞拉利昂、塞内加尔、塞舌尔、索马里、圣多美和普林西比、斯威士兰、坦桑尼亚、乌干达、赞比亚、乍得、中非。
地区组织和合作机制包括：中部非洲经济与货币共同体、中部非洲国家经济共同体、西非国家经济共同体、西非经济货币联盟、南部非洲发展共同体、环印度洋联盟、非洲联盟、东非共同体、政府间发展组织、东部和南部非洲共同市场、中非合作论坛、南部非洲关税同盟、印度洋委员会

## 历任司长

### 西欧非洲司时期
- 宦乡（1949.12－1954.12）
- 黄华（1955.01－1956.06）

### 西亚非洲司时期
- 柯华（1956.08－1960.01）
- 何英（1960.01－1962.03）
- 王雨田（1962.06－1964.06）

### 非洲司时期
- 柯华（1964.07－1967）

### 西亚非洲司时期
- 何英（1970－1972.07）

### 非洲司时期
- 何功楷（1972.08－1980）
- 石春来（1983？－1987？）
- 金永健（1987？－1988）
- 郑耀文（1988－1991）
- 宋国清（1991－1993）
- 吉佩定（1993－1994）
- 吕国增（1994－1997）
- 刘贵今（1998－2001）
- 程涛（2001－2003）
- 杜起文（2003－2004）
- 许镜湖（2004－2009）
- 张明（2009－2010）
- 卢沙野（2009－2014）
- 林松添（2014－2017）
- 戴兵（2017－2020）
- 吴鹏（2020－2024.06）
- 杜晓晖（2024.06－     ）[3]